# 才艺表演

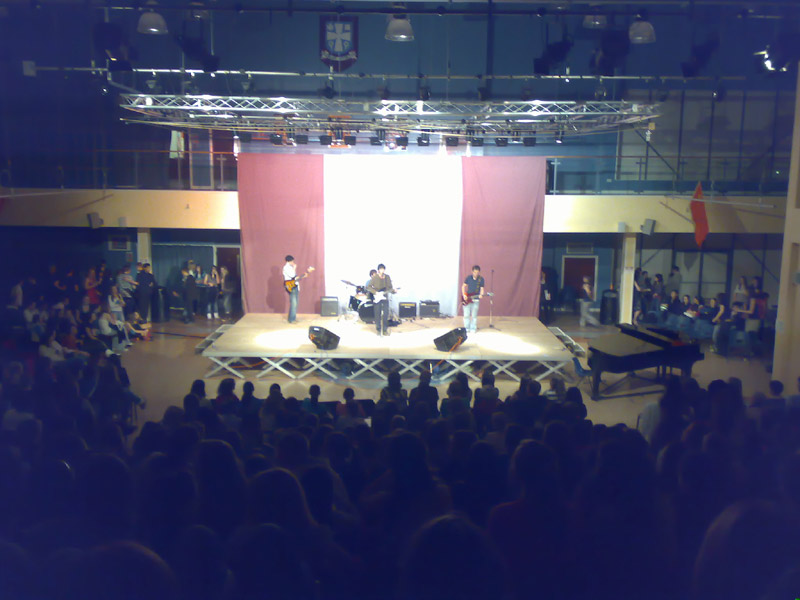
在苏格兰格拉斯哥的St Ninian's High School举行的一场校内才艺表演。

才艺表演（英語：Talent show）是指让参赛者通过歌唱、舞蹈、行为艺术、表演艺术、武术、乐器、诗歌朗诵、喜剧表演或其他形式来展示才艺的活动。许多才艺表演是表演而非比赛，但也有一些是实际的比赛，在这种情况下参赛者可能是为了获得奖励、奖杯或某种利益而进行表演。例如，一个高中可能没有多少学生有兴趣在学生群体面前表演，因此校方可能会提供不同的奖品来激励他们参加比赛。

## 电视节目
自1980年代末以来，才艺表演一直是真人秀的一个引人注目的种类，例如Notun Kuri（1976）、明星搜寻（1983）、Soundmixshow（1985）、Popstars（1999）、明星学院（2001）、 偶像（2001）、搞笑之王（2003）、与星共舞（2004）、X音素（2004）、舞林争霸（2005）、达人秀（2006）、欢乐颂（2009），美国之声（2010）, 崛起之星（2013），蒙面歌王（2015）、舞蹈世界（2017）、四人之战（2018）、All Together Now（2018）和世界达人秀（2019）。这些节目推动业余艺术家走上明星之路，并让他们在商业上取得成功。

## 针对问题青少年的非竞争性才艺表演
才艺表演可以帮助增强青少年的自尊和自信。一些社区和公司将才艺表演看作是帮助预防儿童、青少年犯罪的一种方式。因此，这些社区创建了诸如圣迭戈的“仅限女孩！”（英語：Girls Only!）的才艺表演节目以促进这些问题青少年的成长，借以改善社区环境。制定这些节目是希望防止青少年走上违法或犯罪的道路。